# Shaw Clifton

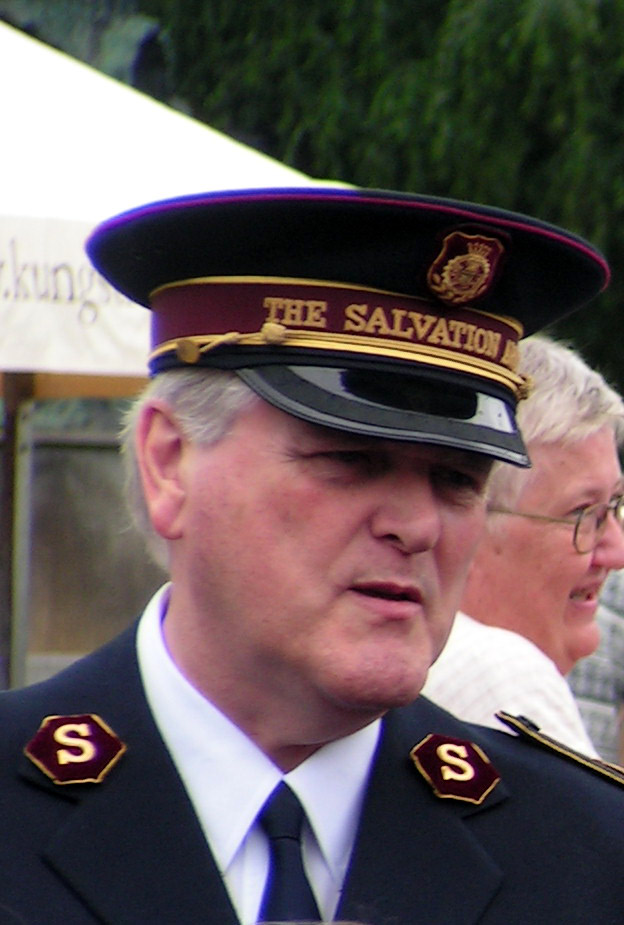
Shaw Clifton (2007)

Shaw Clifton (* 21. September 1945 in Belfast; † 29. Mai 2023) war vom 2. April 2006 bis 1. April 2011 General (internationaler Leiter) der Heilsarmee. Nachfolgerin war Generalin Linda Bond.

## Leben
Seine Eltern waren Heilsarmeeoffiziere. Seine Jugend verbrachte er in Schottland und England, bevor er begann, an der University of London Jura zu studieren. Shaw Clifton erhielt ein "first class honours Bachelor of Divinity degree" der Universität von London. Nach seinem Studium lehrte er Recht an der "Inns of Court", London, und an der Universität von Bristol, bis er im Jahr 1971 gemeinsam mit seiner Frau Helen in die Internationale Offiziersschule der Heilsarmee in London eintrat.
Clifton wurde am 5. Juli 1973 zum Heilsarmeeoffizier ernannt. Seine erste Bestallung war im Korps Burnt Oak (London/Großbritannien). Er setzte sein theologisches Studium am Internationalen Hauptquartier der Heilsarmee in London fort, bevor er im Januar 1975 zusammen mit seiner Frau Helen eine Tätigkeit in Simbabwe (früher Rhodesien) aufnahm, in der Mazowe Secondary School, später als Korpsoffizier in Bulawayo.
1979 kehrte er nach Großbritannien zurück und übernahm die Leitung des Korps Enfield, Nordlondon. Im Juni 1982 wurde er zum Sekretär für Rechts- und Parlamentsangelegenheiten am Internationalen Hauptquartier ernannt. Darauf folgte 1989 erneut eine Korpsleitung in Bromley, Südlondon. Im Mai 1992 wurde er Divisionsoffizer der Durham und Tees Division im Territorium Großbritannien mit der Republik Irland.
1995 erhielt er die Beförderung zum Oberstleutnant und wurde Divisionsoffizier der Division Massachusetts im Territorium USA-Ost. 1997 wurde er zum Territorialleiter für Pakistan ernannt und erhielt den Rang eines Obersts. Noch während seiner Bestallung in Pakistan, während der die Arbeit der Heilsarmee im Land wuchs, wurde er zum Kommandeur befördert. 2002 wurde er Territorialleiter für das Territorium Neuseeland, Fidschi und Tonga.
Im Jahr 2004 kehrte er erneut zurück nach Großbritannien, diesmal als Territorialleiter, bis der 16. Hohe Rat der Heilsarmee ihn in Sunbury Court, Sunbury-on-Thames, London, am 28. Januar 2006 zum 18. General der Heilsarmee wählte. Am 2. April 2006 übernahm er das Amt als Nachfolger von General John Larsson.
Clifton war seit dem 15. Juli 1967 bis zu ihrem Tod am 14. Juni 2011 verheiratet mit Kommandeurin Helen Clifton (geb. Ashman), geboren 1948 in Edmonton, London. Das Paar hatte drei Kinder, Matt, John und Jenny (Collings). Matt und Jenny sind ebenfalls Heilsarmeeoffiziere.
Kommandeurin Helen Clifton war Internationale Präsidentin der Frauenorganisationen der Heilsarmee und seit 1973 Heilsarmeeoffizierin. 1984 gab sie gemeinsam mit ihrem Mann ein Buch über Ehe und Familienleben mit dem Titel „Growing Together“ heraus.
Am 13. September 2007 wurde General Shaw Clifton Ehrenbürger der City of London.
Im November 2007 wurde bei ihm eine operable Krebserkrankung im Frühstadium festgestellt. Auf ärztlichen Rat hin sagte er alle internationalen Reisen ab, führte aber die Aufgaben seines Amtes weiter. Im August 2008 konnte er nach seiner Genesung auch seine internationale Reisetätigkeit wieder aufnehmen.
Clifton hat großes Interesse an der Verbindung von christlichem Glauben und sozial-ethischen Fragen. Er initiierte aktuelle Stellungnahmen der Heilsarmee zu entsprechenden Themen. Er ist bekannt für seine Schriften und Predigten über die praktische Umsetzung eines reinen und heiligen Lebens in einer säkularen Welt, durch die Kraft und Gnade des Heiligen Geistes. Er befürwortet die Rolle der Kirchen als sozial aktiv, nicht nur sozial dienend. Eine solche Rolle beziehe sich nicht auf eine bestimmte politische Partei und es sei für die Kirchen nicht angebracht, Gläubigen vorzuschreiben, welche Partei sie wählen.
Als internationaler Leiter der Heilsarmee arbeitete Clifton aktiv für eine bessere Aufklärung über sexuelle Ausbeutung und eine stärkere Bekämpfung. Aufgrund seiner Überzeugung, dass die Heilsarmee für soziale Gerechtigkeit eintreten muss, wurde eine internationale Kommission für soziale Gerechtigkeit eingerichtet mit Sitz in New York in der Nähe der Vereinten Nationen.
In seine Amtsführung brachte er sein großes Interesse an ökumenischer Zusammenarbeit ein, das er auch schon in früheren Bestallungen weltweit gezeigt hat. Er ermutigte zu einem engeren Kontakt der Heilsarmee mit anderen Kirchen im Leib Christi, auch zur römisch-katholischen Kirche, und hat die Kommunikation mit dem Vatikan verbessert.
Als Verfechter der Gleichstellung von Männern und Frauen in christlichen Leitungspositionen hat sich Clifton intensiv darum bemüht, geeignete Frauen in Leitungsämtern einzusetzen.
Clifton legt großen Wert darauf, im christlichen Dienst moderne Kommunikationstechnik einzusetzen, daneben förderte er auch die Herausgabe von Büchern vom Internationalen Hauptquartier und überall in der Welt.